# Бураков, Виктор Владимирович
Виктор Владимирович Бурако́в (укр. Віктор Володимирович Бураков; 30 мая 1955, Новый Донбасс, Сталинская область — 24 июля 2025) — советский легкоатлет (длинный спринт). Олимпийский чемпион. Заслуженный мастер спорта СССР (1980).

## Спортивная биография
Окончил Киевский государственный институт физической культуры (КГИФК). Выступал за киевский клуб «Буревестник».
1 августа 1980 года победил в эстафете 4×400 м и стал чемпионом XXII Олимпийских игр.
Персональный рекорд 45,57 c установил в забеге на 400 м в полуфинале на Олимпийских играх 1980 года.
На Олимпиаде-1980 Виктор Бураков выступал в первом раунде эстафеты 4×400 м, но якобы из-за полученной травмы (тогда замены в составе эстафеты после предварительных забегов были возможны только в случае травмы) не смог выступить в финале, где его заменил олимпийский чемпион на дистанции 400 метров Виктор Маркин.
После ухода из активного спорта некоторое время работал директором спортивной школы.
Был женат на олимпийской чемпионке Татьяне Пророченко. Имел двоих детей, сын Владимир также добился успеха в лёгкой атлетике в составе сборной Украины.